# فانفيكان
فانفيكان (بالنرويجية: Vanvikan) هي قرية ومنطقة سكنية تقع في بلدية لكسفيك بمقاطعة نور تروندلاغ، النرويج. يُقدَّر عدد سكانها بـ 749 نسمة ومساحتها 0.69 كم2، وترتفع عن سطح البحر 59 متراً.